# 徐亚男
徐亚男（？—），女，中华人民共和国外交官，曾任中华人民共和国驻特立尼达和多巴哥共和国特命全权大使。
1973年7月进外交部。1976年至2001年，担任外交部翻译室副处长、处长、副主任、主任。2001年至2004年任中国驻特立尼达和多巴哥大使。2004年至2011年任联合国大会和会议管理部中文处处长。2012年至2014年作为外交部外语专家返聘。于2014年起任中国联合国协会理事。现任中国翻译协会常务理事。策马集团高级顾问。

## 作品
著作：
- 《外事翻译–口译和笔译技巧》

部分译著：
1. 《白宫岁月》
2. 《长征—前所未闻的故事》
3. 《沧海之一粟》
4. 《1999：不战而胜》
5. 《中国民航—腾飞的凤凰》
6. 《当代中国外交》
7. 《一个黑手党党徒的自白》
8. 《美国智囊六人传》
9. 《周恩来外交风采》
10. 《论邓小平思想》
11. 《新中国外交五十年》
12. 《中国共产党和中国特色的外交理论与实践》
13. 《中国林业发展年度报告》
14. 《习仲勋画册》 （主要参与定稿工作）
15. 《牵手冬奥—市民实用外语手册（第二版）》 （主要参与定稿工作）
16. 《汉译英精选汇编（全国翻译专业资格水平考试）》 （主要参与定稿工作）
17. 《中华思想文化术语》 （主要参与定稿工作）
18. 《习近平治国理政》I卷、II卷、III卷 （主要参与定稿工作）